# Brodiaea coronaria
Brodiaea coronaria ist eine Pflanzenart aus der Gattung Brodiaea in der Familie der Spargelgewächse (Asparagaceae). Sie ist im westlichen Nordamerika verbreitet.

## Beschreibung

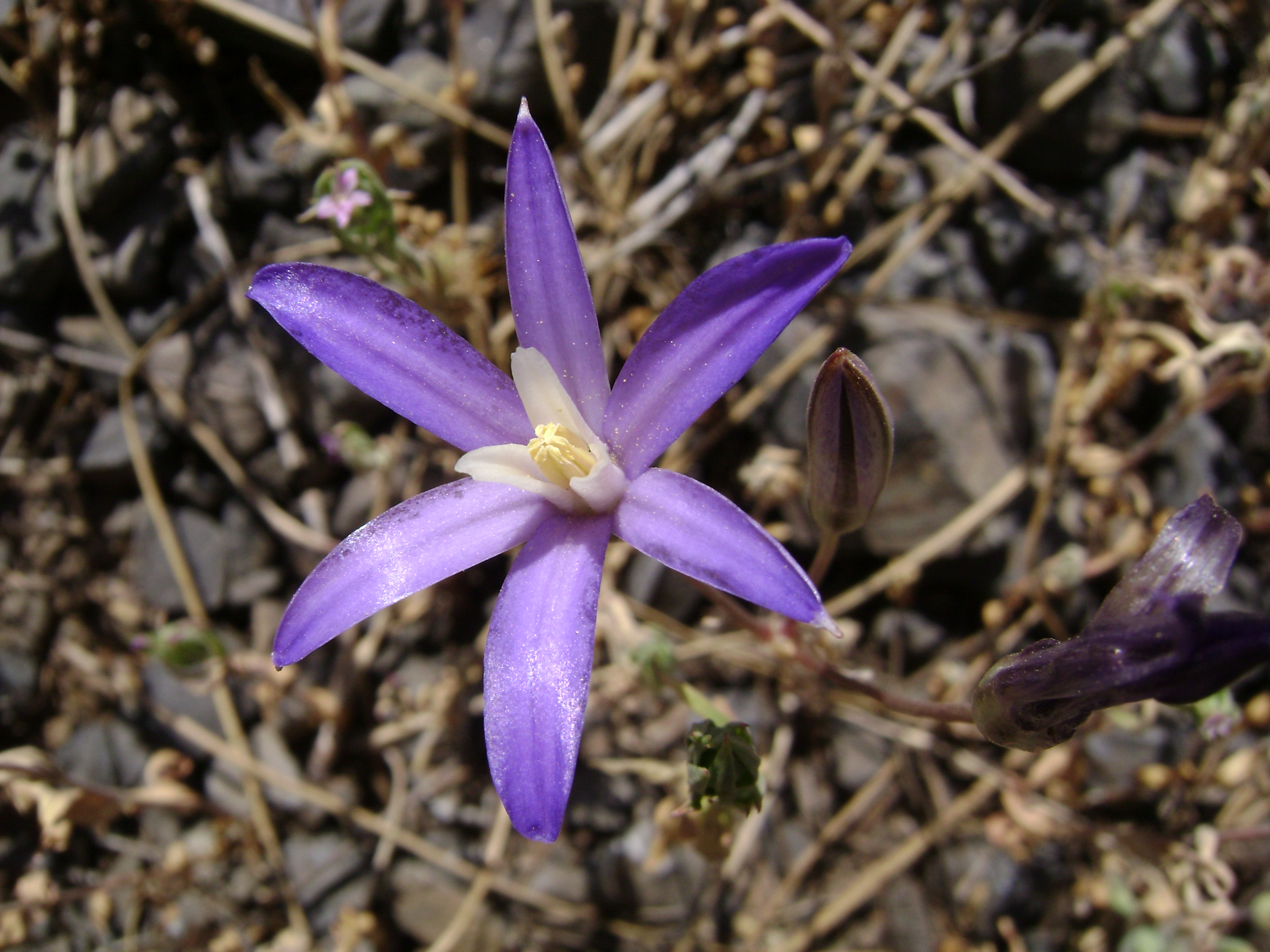
Blüte im Detail und Blütenknospe

### Vegetative Merkmale
Brodiaea coronaria wächst als ausdauernde krautige Pflanzen. Als Überdauerungsorgane werden Pflanzenknollen gebildet. Je Knolle werden während der Vegetationszeit ein bis sechs schmale Laubblätter produziert.

### Generative Merkmale
Der kahle, schlanke Blütenstandsschaft ist 4 bis 25 Zentimeter lang. Endständig auf dem Blütenstandsschaft befindet sich ein offener, doldiger Blütenstand. Die Tragblätter hüllen auch während der Blütenstand noch knospig ist diesen nicht vollständig ein. Es sind auch Deckblätter vorhanden. Der aufrechte Blütenstiel ist 1 bis 5 Zentimeter lang.
Die zwittrigen Blüten sind radiärsymmetrisch und dreizählig. Es sind zwei Kreise mit je drei blauen bis violetten Blütenhüllblättern vorhanden, die an ihrer Basis verwachsen sind. Die drei äußeren Blütenhüllblätter sind schmaler als die inneren drei. Die sechs bläulich-violetten, bläulich-purpurfarbenen, rosa-purpurfarbenen oder rosafarbenen Blütenhüllblätter sind zu einer 6 bis 13 Zentimeter langen ei- bis glockenförmigen Blütenröhre verwachsen, die auch bis zur Fruchtreife nicht aufspringt. Die Blütenkrone ist insgesamt 24 bis 38 Millimeter lang. Der freie Teil der Blütenhüllblätter ist 12 bis 25 Millimeter lang, ausgebreitet und am oberen Ende zurückgebogen. Bei Brodiaea coronaria befinden sich innerhalb der Blütenhüllblätter und mit diesen verwachsen drei sterile Staubblätter, also Staminodien, die kleinen Kronblättern ähneln und jeweils den äußeren Blütenhüllblättern gegenüber stehen. Die weißen oder rosafarbenen, 10 bis 11 Millimeter langen und relativ breiten Staminodien sind insgesamt nach innen zu den fertilen Staubblättern, an ihrem oberen Ende aber nach außen gebogen; die Ränder sind zu 3/4 nach oben eingerollt, und das obere Ende ist gerundet. Die drei fertilen Staubblätter befinden sich gegenüber den inneren Blütenhüllblättern und gleichfalls an der Basis der Blütenhülle. Die Basis der 3 bis 4 Millimeter langen Staubfäden ist verbreitert und bildet dreieckige Flügel. Die Größe und Form der Staubblätter und der Strukturen an der Basis der Staubfäden sind wichtige Bestimmungsmerkmale für die Brodiaea-Arten. Die Staubbeutel sind bei einer Länge von 5 bis 7 Millimetern linealisch  mit hakenförmigem oder gerundetem oberen Ende. Drei Fruchtblätter sind zu einem 6 bis 9 Millimeter langen, dreikämmerigen Fruchtknoten verwachsen. Der 6 bis 11 Millimeter lange Griffel endet in einer dreilappigen Narbe.
Die eiförmigen Kapselfrüchte öffnen sich fachspaltig (lokulizid). Die Samen sind schwarz.

## Systematik

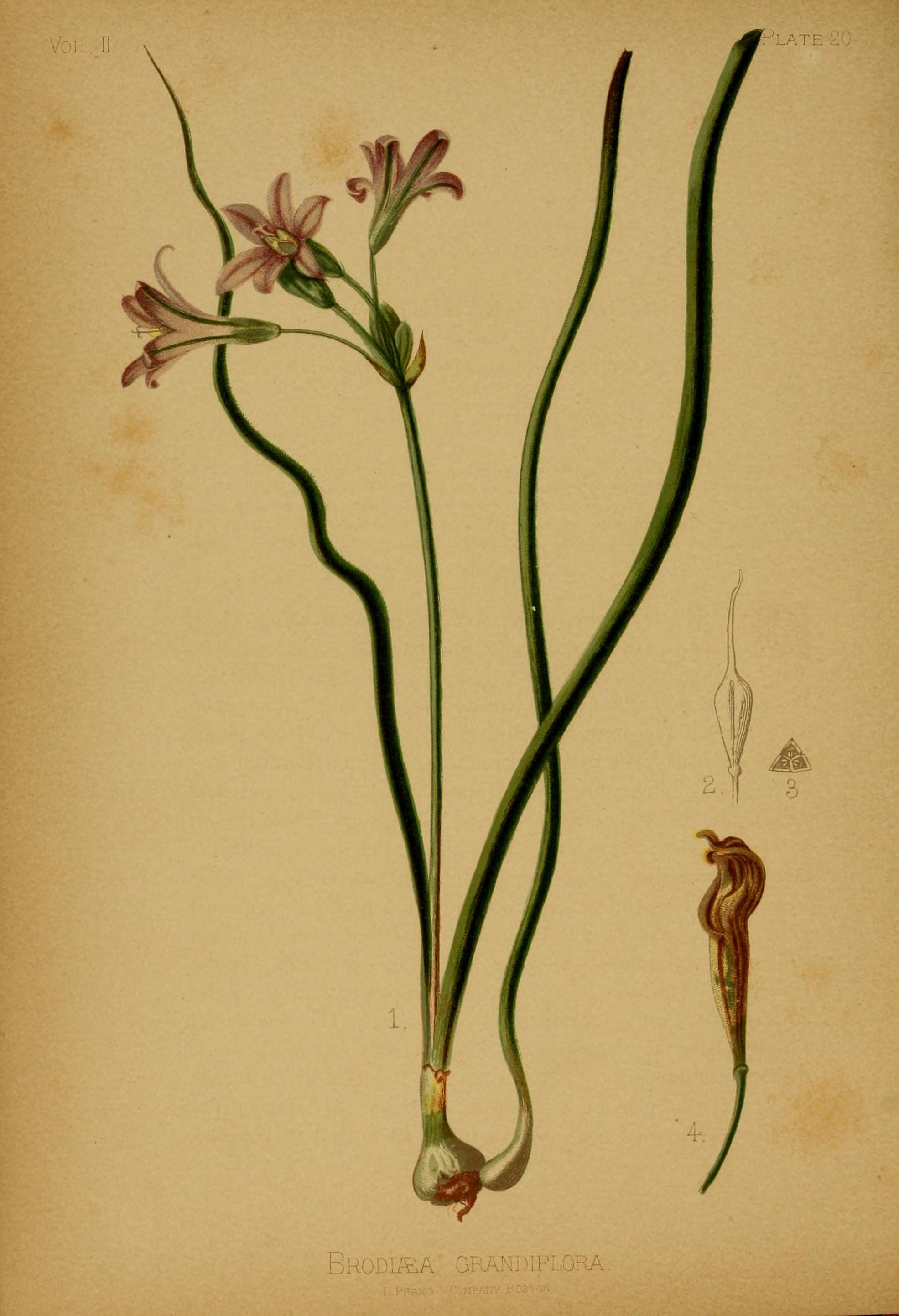
Illustration aus The native flowers and ferns of the United States in their botanical, horticultural and popular aspects, 1879

### Botanische Geschichte
Brodiaea coronaria (Salisb.) Jeps. ist die Typus-Art der Gattung Brodiaea.
Die Geschichte der wissenschaftlichen Namen der Gattung Brodiaea und damit auch der Typus-Art Brodiaea coronaria ist etwas verworren. Erste Exemplare einer Art der gültig Brodiaea genannten Gattung wurden 1792 von Archibald Menzies, einem Botaniker der Vancouver Expedition, in der Umgebung der Strait of Georgia, die von George Vancouver „New Georgia“ genannt wurde, gesammelt. Dieser erste publizierte Bezug zu diesen Pflanzenexemplaren wurde noch nicht mit einem Namen versehen und erfolgte 1807 in James Edward Smiths Werk An introduction to physiological and systematical botany.
Im Folgejahr, Anfang 1808, veröffentlichte Richard Salisbury die gültige Erstbeschreibung der ersten Art, die als zur Gattung Brodiaea gehörig akzeptiert wird, in seinem Werk The Paradisus Londinensis und nannte sie Hookera coronaria Salisb.. Mit dem Gattungsnamen Hookera ehrte Salisbury den botanischen Illustrator William Hooker. Kurz darauf benannte Smith eine Moos-Gattung Hookeria und übergab im April 1808 der Linnean Society of London eine formelle Beschreibung einer neuen Gattung, die ebenso wie Salisburys Hookera coronaria auf derselben Art basierte, von ihm jedoch Brodiaea genannt wurde; den Gattungsnamen Brodiaea wählte er zu Ehren des schottischen Botanikers James Brodie. Es erfolgte jedoch keine formelle Veröffentlichung, bevor Smiths Präsentation 1810 in Druck ging. Obwohl Salisburys Gattungsname Hookera Priorität gegenüber Smiths Namen Brodiaea genießt (Namen, die sich so ähnlich sind wie Hookera und Hookeria gelten als verwirrend), wurde ein formeller Vorschlag für ein Konservieren der Namen Brodiaea und Hookeria anstelle von Hookera akzeptiert. Brodiaea ist daher ein Nomen conservandum, was in botanischen wissenschaftlichen Artbeiten durch die Abkürzung „nom. cons.“ nach dem wissenschaftlichen Namen ausgedrückt wird. Die Typus-Art der Gattung Brodiaea ist Brodiaea coronaria (Salisb.) Jeps., und der ursprüngliche Typusname Brodiaea grandiflora Sm. ist ein illegitimer Name, zu dem es die Homonyme Brodiaea grandiflora Pursh aus Flora Americae Septentrionalis; or, ..., 1, 1814, Seite 223 und Brodiaea grandiflora (Lindl.) J.F. Macbr. (ein Synonym von Triteleia grandiflora Lindl.) aus Contributions from the Gray Herbarium of Harvard University, Volume 56, 1918, Seite 9 gibt.
Homonyme für Brodiaea coronaria (Salisb.) Jeps. sind: Brodiaea coronaria (Salisb.) Engl. aus Notizblatt des Königlichen botanischen Gartens und Museums zu Berlin, Band 2, 18, 1899, Seite 317 und Brodiaea coronaria (Salisb.) A.Nelson & J.F.Macbr. aus Botanical Gazette, Volume 65, 1, 1918, Seite 58.
Die meisten der Herbarbelege, die W. L. Jepson (1923–1925) als zu Brodiaea coronaria gehörend bewertete, wurden durch T. F. Niehaus (1971, 1980) als zu Brodiaea elegans gehörend erkannt.
Bis 2013 gab es von Brodiaea coronaria diese zwei Unterarten:
- Brodiaea coronaria (Salisb.) Jeps. subsp. coronaria, die als im gesamten Verbreitungsgebiet dieser Art vorkommend galt. Es wurden je nach Teilareal die Chromosomenzahlen von 2n = 12, 24 oder 42 gefunden.[3]
- Brodiaea coronaria subsp. rosea (Greene) T.F.Niehaus. Diese seltene Unterart war nur von drei Fundorten im nördlichen Küstengebirge Kaliforniens bekannt.[3]

### Neuer Umfang der verwandten Arten und ihre Verbreitung nach Preston 2013
Robert E. Preston zeigte 2013 in A Revision of Brodiaea coronaria (Asparagaceae: Brodiaeoideae): Morphometric Analysis and Recognition of New and Emended Taxa. In: Systematic Botany, Volume 38, Issue 4, S. 1012–1028 durch Vergleich der Merkmale von Herbarmaterial, dass die Populationen zwei Arten mit einer neuen Unterart darstellen.
Wieder in den Artrang erhoben hat Preston 2013 Brodiaea rosea (Greene) Baker, die davor als Brodiaea coronaria subsp. rosea (Greene) T.F.Niehaus mit sehr kleinem Areal angesehen wurde. Weitere Synonyme sind Hookera rosea Greene, Brodiaea coronaria var. rosea (Greene) Hoover und Brodiaea howellii Eastw. non S.Watson. In diesem nun wieder im Rang einer Art stehenden Taxon gibt es seit 2013 zwei Unterarten:
- Brodiaea rosea (Greene) Baker subsp. rosea: Ihr werden viel mehr Populationen zugerechnet als der bisherigen Brodiaea coronaria subsp. rosea (Greene) T.F.Niehaus. Es gibt zwei disjunkte Populationsgruppen. Die südliche Gruppe besitzt Populationen in einem weiten Bogen von Kaliforniens innerem Nördlichen Küstengebirge sowie den südöstlichen Klamath-Bergen, in Richtung Norden zum südlichen Kaskadengebirge Oregons und dann südlich ins Modoc-Plateau. Die nördliche Gruppe besitzt Populationen im südwestlichen British Columbia, auf Vancouver Island, den San Juan Inseln und den Küstengieten Washingtons im Gebiet des Puget Sound.[2]
- Brodiaea rosea (Greene) Baker subsp. vallicola R.E.Preston: Sie wurde 2013 erstbeschrieben. Sie gedeiht am östlichen Rand des Sacramento Valley und des San Joaquin Valley sowie im angrenzenden Vorgebirge der Sierra Nevada vom Butte County bis in das Calaveras County nur in Höhenlagen von 10 bis 335 Metern.[2]

Brodiaea coronaria (Salisb.) Engler (Syn.: Hookera coronaria Salisb., Brodiaea grandiflora Smith): Ihre Populationen finden sich nach den Untersuchungen von Preston 2013 von der kanadischen Provinz British Columbia und Vancouver Island über die US-Bundesstaaten Washington sowie Oregon bis nach Kalifornien. Es gibt keine Subtaxa mehr.

## Ökologie
Zur Ökologie der Art ist wenig bekannt. Sie wächst in Grasländern und auf vulkanischen Mesas in Höhenlagen zwischen 0 und 1.600 Metern.